# Richard Hamilton (Basketballspieler)
Richard Clay „Rip“ Hamilton (* 14. Februar 1978 in Coatesville, Pennsylvania) ist ein ehemaliger US-amerikanischer Basketballspieler, der von 1999 bis 2013 in der NBA aktiv war, neun Jahre davon bei den Detroit Pistons. Bei einer Größe von 1,98 Metern spielte er meist auf der Shooting-Guard-Position. Hamilton war in seiner Karriere dreimal NBA All-Star und gewann 2004 mit den Pistons die NBA-Meisterschaft.

## Karriere
Als Schüler spielte Hamilton mit der Mannschaft der Coatesville Area Senior High School einige Male gegen Kobe Bryant und beschrieb die Duelle später als „Krieg“.

### College
Während seiner College-Zeit, von 1996 bis 1999, spielte Hamilton für die Connecticut Huskies, mit denen er eine erfolgreiche Zeit hatte. 1999 wurde er mit den Huskies unter Trainer Jim Calhoun Meister der NCAA und zum Most Outstanding Player 1999 des Schlussturniers gewählt.

### NBA

#### Washington Wizards
Beim NBA-Draft 1999 wurde Richard Hamilton an 7. Stelle von den Washington Wizards gezogen, bei denen er daraufhin einen 3-Jahres-Vertrag unterschrieb. In seiner ersten Saison für die Wizards kam Hamilton meistens von der Bank, stand nur in zwölf Spielen in der Anfangsaufstellung und erzielt 9 Punkte im Schnitt. In den nächsten beiden Jahren wurde er häufiger in die erste Fünf berufen und erzielte deutlich mehr Punkte als zuvor (18,1 bzw. 20,0), doch mit den Wizards konnte er nie die Playoffs erreichen. Am 11. September 2002 wurde Hamilton zusammen mit Hubert Davis und Bobby Simmons im Tausch für Jerry Stackhouse, Brian Cardinal und Ratko Varda an die Detroit Pistons abgegeben.

#### Detroit Pistons
Nachdem Hamilton 2002 zu den Pistons transferiert worden war, unterschrieb er einen Siebenjahresvertrag und stieg zu einem der besten Shooting Guards der NBA auf. Dort bildete er mit Chauncey Billups eines der besten Backcourt-Gespanne der Liga. Er verhalf den Pistons zum Gewinn der NBA-Meisterschaft mit einem Sieg gegen die Los Angeles Lakers im Jahr 2004. 2005 gelang der erneute Einzug in das NBA-Finale, wo man jedoch den San Antonio Spurs um Superstar Tim Duncan unterlag.

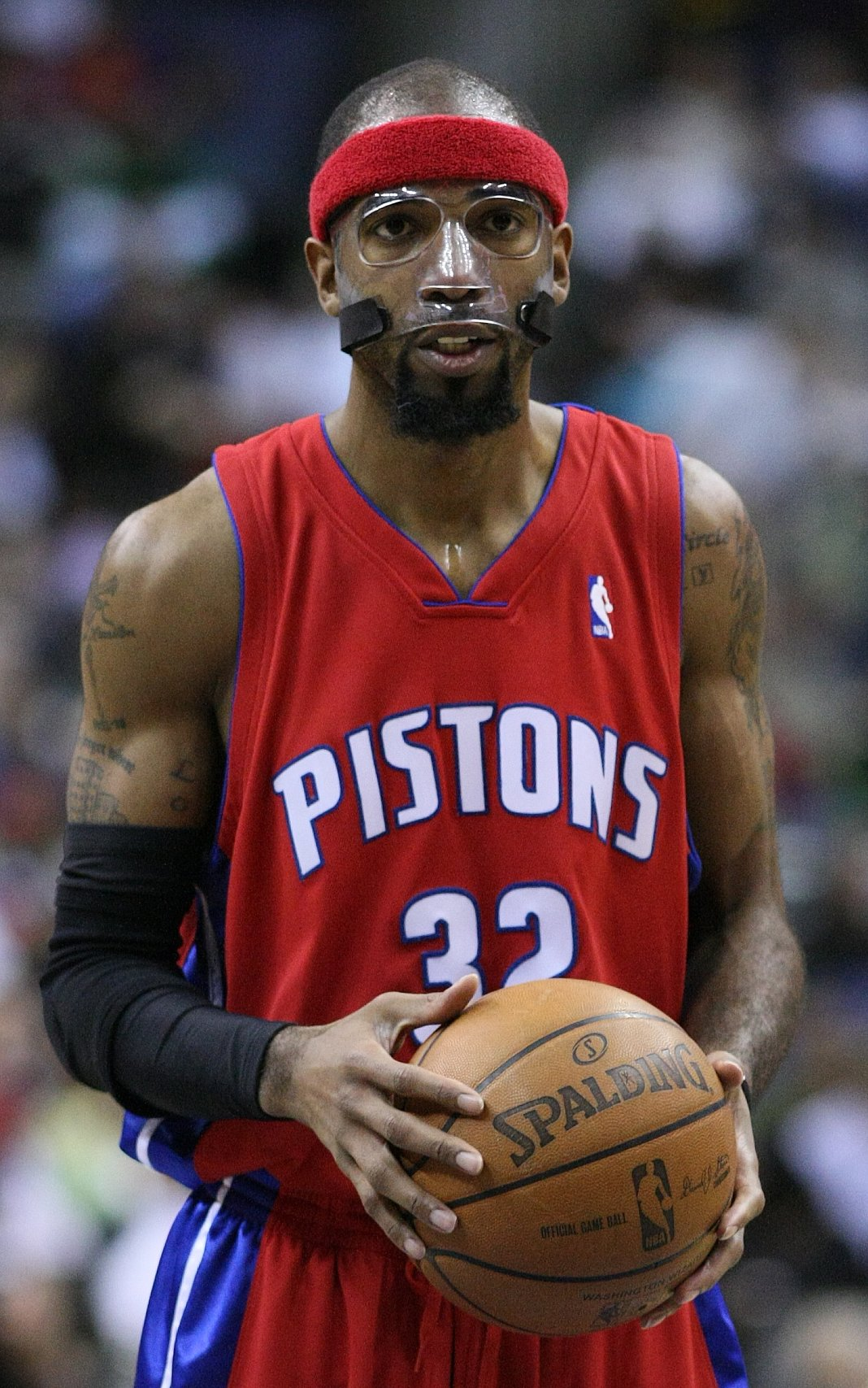
Hamilton im Trikot der Pistons (2008)

Nachdem er zwei Nasenbeinbrüche im Rahmen von Basketballspielen erlitten hatte, spielte Hamilton mit einer Schutzmaske aus Plastik, die auch sein Markenzeichen wurde. Am 27. Dezember 2006 erzielte er gegen die New York Knicks im Madison Square Garden eine Karrierebestleistung von 51 Punkten in einem Spiel, das drei Verlängerungen umfasste. Am 13. Mai 2008 überholte er Isiah Thomas als Spieler der Detroit Pistons mit den meisten Punkten in den NBA-Play-offs.
Hamilton galt während seiner Zeit als beständiger Scorer und kam in Detroit auf 18,4 Punkte im Schnitt. Probleme mit Pistons-Trainer John Kuester im Laufe der Saison 2010/2011 verbannten Hamilton allerdings auf die Bank, womit seine Spielzeit abnahm.

#### Chicago Bulls
Zur Saison 2011/12 lösten die Pistons seinen Vertrag vorzeitig auf. Hamilton wechselte daraufhin zu den Chicago Bulls und erhielt dort einen Vertrag bis 2013. Hamilton spielte zwei Jahre für die Bulls, absolvierte jedoch aufgrund von Verletzung nur 78 von möglichen 164 Saisonspielen und erzielte dabei 10,5 Punkte pro Spiel. Nach der Spielzeit 2012/13 wurde Hamiltons Vertrag bei den Bulls aufgelöst. Nachdem er keinen Verein gefunden hatte, verkündete Hamilton im Februar 2015 seinen Rücktritt.
Hamilton ließ sich nach dem Ende seiner Spielerzeit im Bundesstaat Florida nahe Fort Lauderdale nieder.

## Erfolge und Auszeichnungen
- NBA-Meisterschaft: 2004[13]
- 3× NBA All-Star: 2006, 2007, 2008
- Am 26. Februar 2017 wurde in der Halbzeit beim Spiel der Pistons gegen die Boston Celtics Hamiltons Trikot mit der Nummer 32 unter der Hallendecke gehängt und wird seitdem von der Mannschaft nicht mehr vergeben.[14]
- NCAA-Meister: 1999
  - NCAA Most Outstanding Player des Final Four: 1999

## Statistiken
| Season  | Team       | Points/G | Rebounds/G | Assists/G | Steals/G | Blocks/G | FG %  |
| ------- | ---------- | -------- | ---------- | --------- | -------- | -------- | ----- |
| 1999-00 | Washington | 9.0      | 1.8        | 1.5       | 0.4      | 0.1      | . 420 |
| 2000-01 | Washington | 18.1     | 3.1        | 2.9       | 1.0      | 0.1      | . 438 |
| 2001-02 | Washington | 20.0     | 3.4        | 2.7       | 0.6      | 0.2      | . 435 |
| 2002-03 | Detroit    | 19.7     | 3.9        | 3.5       | 0.8      | 0.2      | . 443 |
| 2003-04 | Detroit    | 17.6     | 3.6        | 4.0       | 1.3      | 0.2      | . 455 |
| 2004-05 | Detroit    | 18.7     | 3.9        | 4.9       | 1.0      | 0.2      | . 440 |
| 2005-06 | Detroit    | 20.1     | 3.2        | 3.4       | 0.6      | 0.2      | . 491 |
| 2006-07 | Detroit    | 19.8     | 3.8        | 3.8       | 0.8      | 0.2      | . 468 |
| 2007-08 | Detroit    | 17.3     | 3.3        | 4.2       | 1.0      | 0.1      | . 484 |
| 2008-09 | Detroit    | 18.3     | 3.1        | 4.4       | 0.6      | 0.1      | . 447 |
| 2009-10 | Detroit    | 18.1     | 2.7        | 4.4       | 0.6      | 0.1      | . 409 |
| 2010-11 | Detroit    | 14.1     | 2.3        | 3.1       | 0.7      | 0.1      | . 429 |
| 2011-12 | Chicago    | 11.6     | 2.4        | 3.0       | 0.4      | 0.0      | . 452 |
| 2012-13 | Chicago    | 9.8      | 1.7        | 2.4       | 0.5      | 0.1      | . 429 |